# Merry Men 2
Merry Men 2: Another Mission es una película de comedia y acción criminal nigeriana de 2019 y secuela de Merry Men: The Real Yoruba Demons. Está protagonizada por Ramsey Nouah, Ayo Makun, Jim Iyke, Falz, Ireti Doyle, Damilola Adegbite, Ufuoma McDermott, Rosaline Meurer, Nancy Isime y Linda Osifo.

## Elenco
- Ramsey Nouah como Ayo Alesinloye
- Ayo Makun como Amaju Abioritsegbemi
- Jim Iyke como Naz Okigbo
- Folarin "Falz" Falana como Remi Martins
- Ufuoma McDermott como Zara Aminu
- Damilola Adegbite como Dera Chukwu
- Ireti Doyle como Dame Bethany Maduka
- Rosaline Meurer como Kemi Alesinloye
- Nancy Isime como Sophie Obaseki
- Williams Uchemba como Johnny
- Linda Osifo como Hassana
- Alex Asogwa como Calypso
- Regina Daniels como Kenya Obi
- Ejike Asiegbu como Francis Uduak
- Olamide como él mismo

## Recepción
Según una reseña de Nollywood Post, esta secuela "Está dotada de una historia más fluida y escenas mejor conectadas, gracias a su nuevo escritor. De hecho, sabíamos lo que estaba pasando. Los Verdaderos Demonios Yoruba nos hicieron mirar a nuestro alrededor con desesperación varias veces, pero está secuela nos hizo asentir y sonreír".